# Walter Gemma

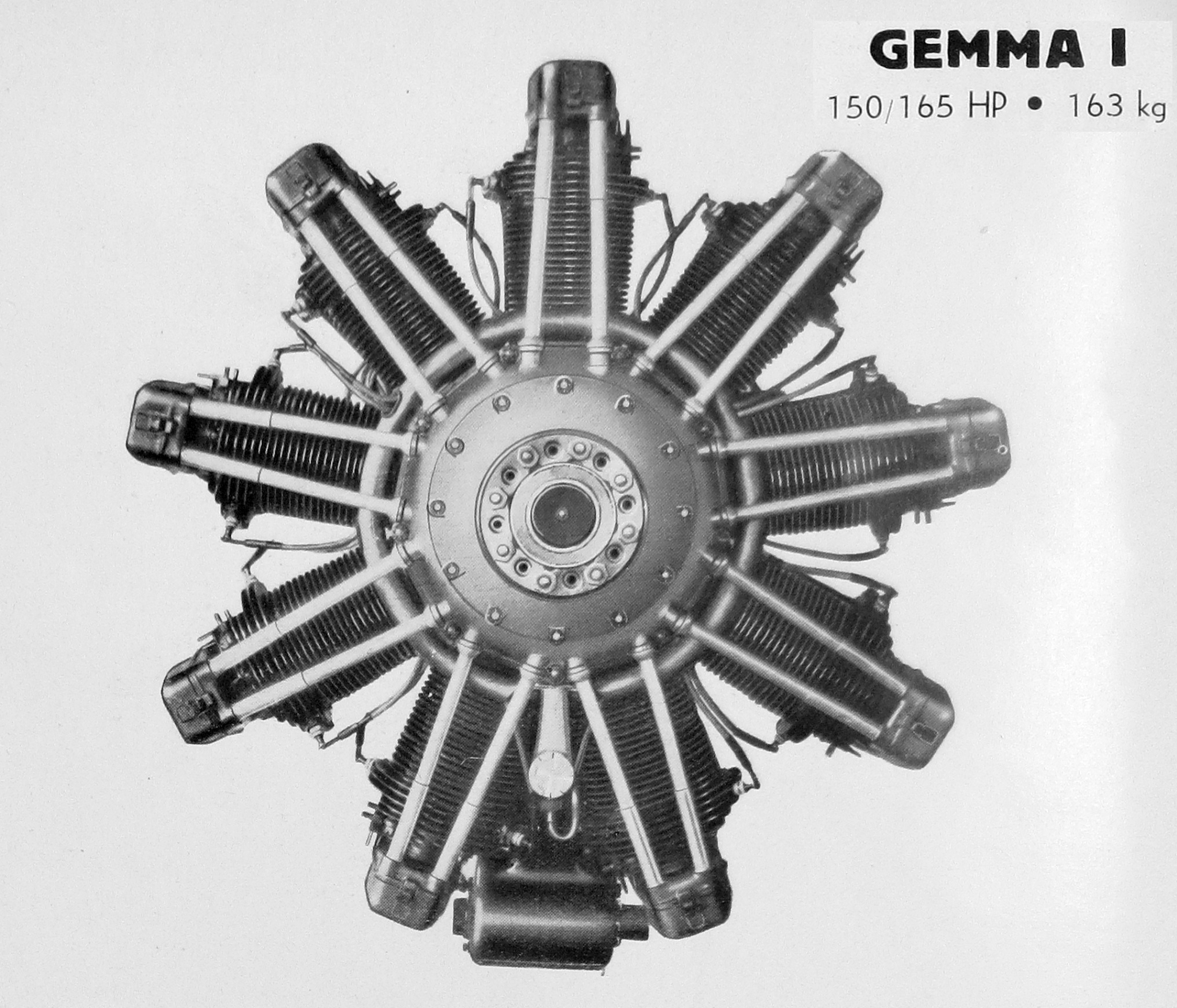
Walter Gemma I (1933)

Walter Gemma I byl devítiválcový hvězdicový motor, který navazoval na úspěšné motory Walter NZ-120 (1927) a Walter Mars (1929) konstruktérů Nováka a Zeithammera, určených k pohonu lehkých cvičných a sportovních letadel. Byl vyráběn od roku 1932 nově přejmenovanou Akciovou společností Walter, továrnou na automobily a letecké motory v Praze-Jinonicích, která nejenom v tomto roce změnila svůj název, ale navýšila své základní jmění 16,8 mil. Kč. Tento motor ing. Barvitia se stal základem nové řady hvězdicových motorů Gemma I, Bora a Scolar (o nominálních výkonech 110-147 kW/150-200 k), která se vyznačovala shodným vrtáním válců 105 mm, stejným řešením hlav válců a pístů, avšak lišily se různým zdvihem a tím i objemem válců a otáčkami. Homologovány byly postupně mezi roky 1932 až 1936.

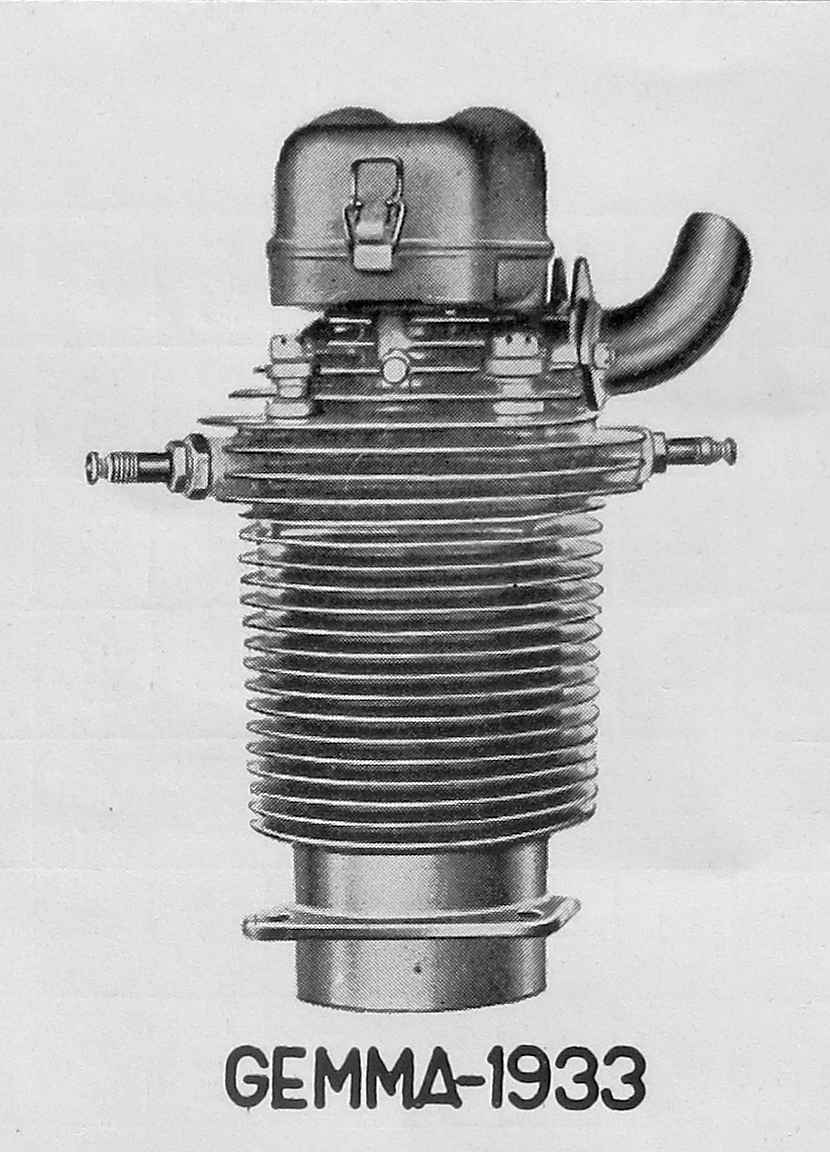
Walter Gemma I (detail válce)

## Vznik a vývoj
Letecký motor Walter Gemma I má svůj původ v motorech Walter NZ-120 (1927) a Walter Mars (1929) a zachoval si základní konstrukci a hlavní rozměry, tj. vrtání x zdvih a objem válců. Základní myšlenkou v postupném vývoji těchto motorů bylo zlepšování jejich konstrukčních a užitných předností na základě získaných zkušeností z provozu předchozích typů. Tyto hvězdicové devítiválce měly vrtání 105 x zdvih 120 mm. Ucelená řada motorů s tímto počtem a uspořádáním válců (9H), s tímto vrtáním a zdvihem měla v následujících letech pokračování. Na tento typ Walter Gemma I v roce 1934 navázal opět velice úspěšný devítiválec Walter Bora, v roce 1935 reduktorová verze Walter Bora II-R a konečně Walter Scolar, který ovšem měl zkrácený zdvih na 100 mm.
Přesto byl tento motor vyráběn až do roku 1939. Ještě na II. mezinárodní letecké výstavě SILI v Helsinkách v květnu 1938 byl tento motor vystavován na společné expozici československého průmyslu. Stánek navštívil 14. května finský prezident Kyöski Kallio s doprovodem. Na II. mezinárodním aerosalonu v Bruselu v červnu 1939 firma Walter tento motor rovněž měla na svém stánku, ten však již byl součástí expozice Protektorátu Čechy a Morava. Stand Walter navštívili 13. června mj. belgický král Leopold III., ministr národní obrany Denis a velitel vojenského letectva generál Hiernaux. Výklad na obou těchto výstavách jim podal ředitel továrny Walter ing. Josef Kurzweil.
Tento motor byl vyráběn v licenci pobočným závodem Walter v srbské továrně Svetozar Vlajkovič i komp. v Bělehradě (Království Jugoslávie), ze které byly vyrobené motory dodávány pro jugoslávské vojenské a civilní letectví. Tato výroba navázala na první motor Walter vyráběný touto továrnou Walter NZ-120.

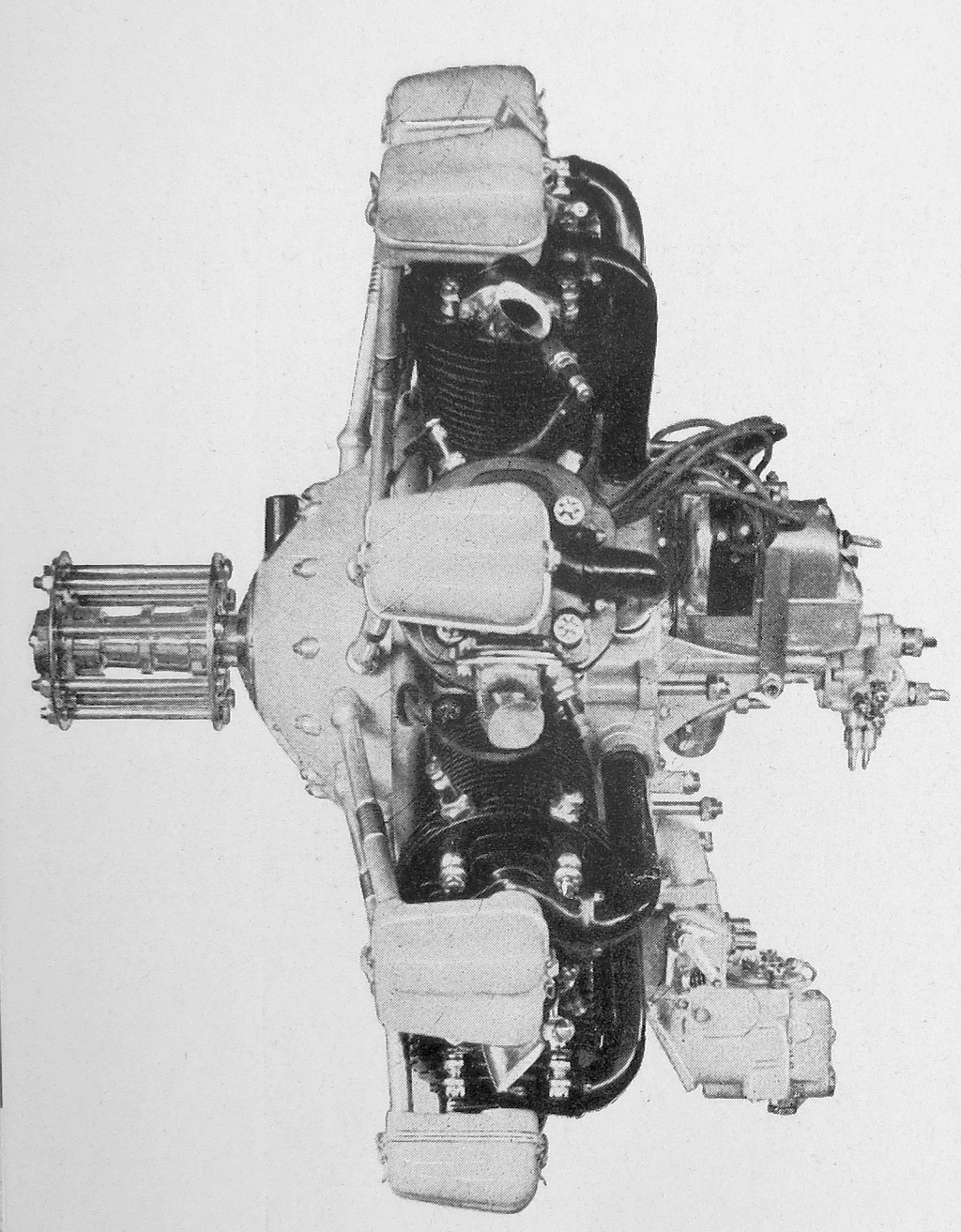
Walter Gemma I (1933)

Motor prodělal první úřední homologaci v roce 1933 podle tehdy platných podmínek ve dnech 10. 7. – 4. 8. 1933. Druhá homologace byla odjeta v roce 1937 na 200 hodin trvalého, nominálního výkonu s tím, že zkouška byla jeta ve dvou intervalech po 100 hodinách, z nichž každá část sestávala z 25 a z 75 hodin nepřetržitého provozu. Po prvním části byl motor sejmut ze zkušební stolice a zkontrolován. Bez úprav byl vzat zpět ke druhé 100hodinové zkoušce.
Mezi lety 1932 až 1939 bylo vyrobeno 274 motorů.

## Popis motoru

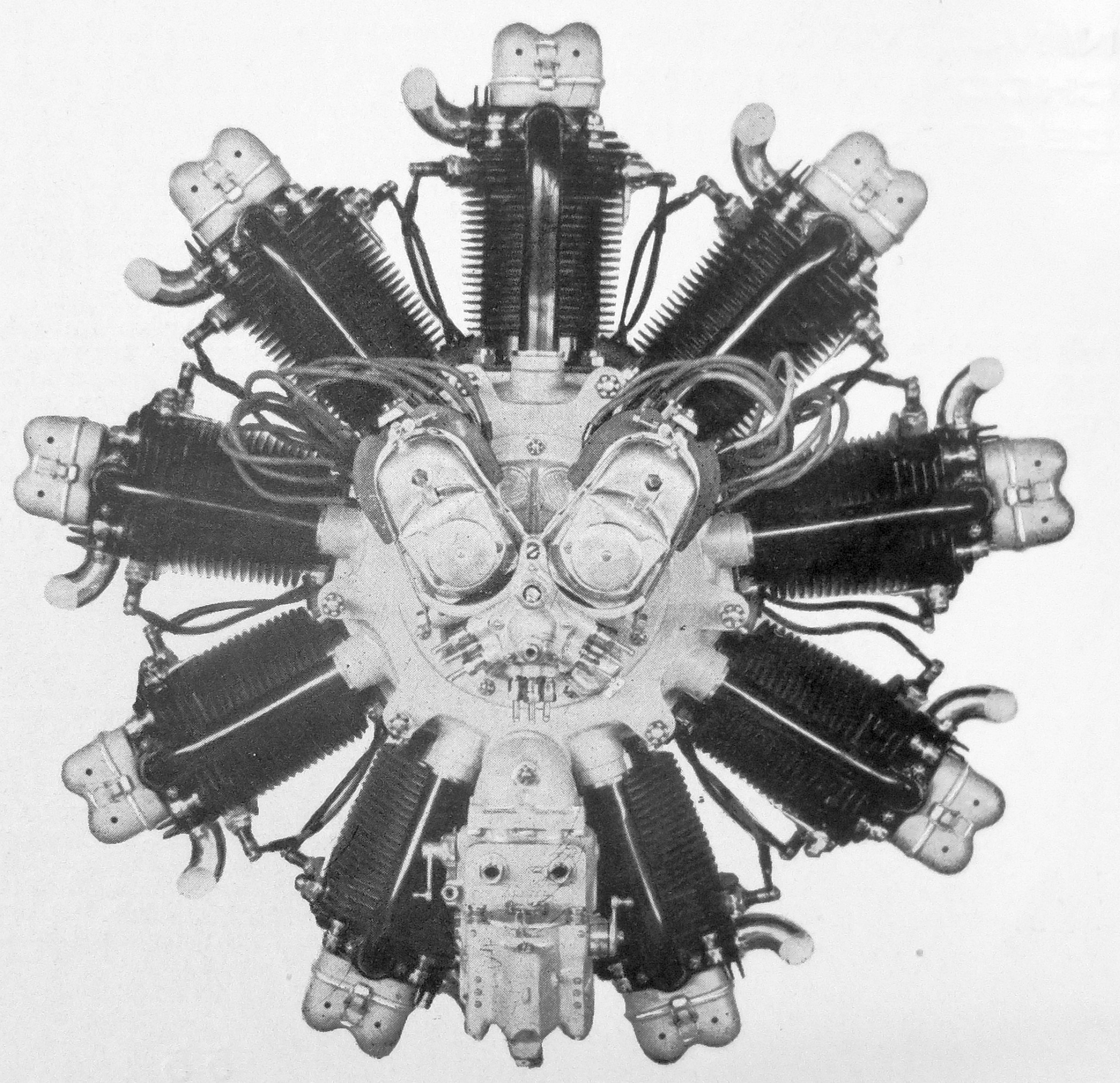
Walter Gemma I (1933)

Dvoudílná kliková skříň motoru byla odlita z hliníkové slitiny. Válce byly z ocelových výkovků, na které byla nalita hliníková chladicí žebra. Hlava válce z hliníkové slitiny měla střechovitý kompresní prostor, byla přitažena k válci čtyřmi šrouby a utěsněna byla metaloplastickým těsněním. V dvouventilové hlavě (sací a výfukový ventil na každý válec) se ventily pohybovaly v bronzových vodících pouzdrech. Bronzová sedla ventilů byla za tepla nalisována a zaválcována. Pohyb ventilů byl odvozen od vačkového kotouče se třemi řadami vaček. Vačkový kotouč byl uložen v přední části motorové skříně. Vačky působily na páčky, ty pak na zdvihátka a prostřednictvím zdvihacích tyčinek a vahadélek, čímž byly řízeny ventily. Mechanismus vahadel a zpruh byl uzavřen do dvojdílného krytu, zdvihací tyčinky v dvoudílných trubkovitých pouzdrech.
Klikový hřídel z chromniklové oceli Poldi Victrix Special se skládal ze dvou částí, spojených v klikovém čepu, a byl uložen ve třech kuličkových ložiscích. Soustava ojnic obsahovala jednu hlavní a osm vedlejších ojnic. Hlavní ojnice byla uložena čepu klikového hřídele ve dvou kuličkových ložiscích. Písty odlité z hliníkové slitiny byly připojeny k ojnicím prostřednictvím volných čepů, pojištěný pérovými kroužky. Píst měl 3 kroužky, dva těsnicí a jeden stírací.
Mazání motoru zabezpečovalo dvojité pístové čerpadlo, s tlačným a vratným účinkem s možností regulace průtoku oleje motorem. Přebytečný olej z motoru se shromažďoval ve sběrači, protékal sítem čističe a byl odsáván zpět do olejové nádrže.
Zapalování bylo dvojité, magnety Scintilla s ručním řízením předstihu. Magneta byla instalována na zadním víku motoru. Zápalná směs byla nasávána z dvojitého karburátoru Zénith 42 DCJ, který byl připojen přes nasávací koleno ke kruhové komoře v zadní polovině motorové skříně. Do této komory ústily nasávací trubky jednotlivých válců. Před karburátor mohl být vložen předehřívač nasávaného vzduchu. Motor byl vybaven rozdělovačem startéru na spouštění stlačeným vzduchem nebo směsí podle systému Viet. Magneta byla opatřena svorkami pro připojení spouštěcího magneta. K usnadnění startu motoru za chladného počasí byla umístěna ve stěně nasávací komory vstřikovací tryska. K zadnímu konci hřídele rozdělovače byl připojen pohon otáčkoměru. Odtud mohl být (na přání zákazníka) odvozen pohon čerpadla paliva, namontovaného na drak letounu.

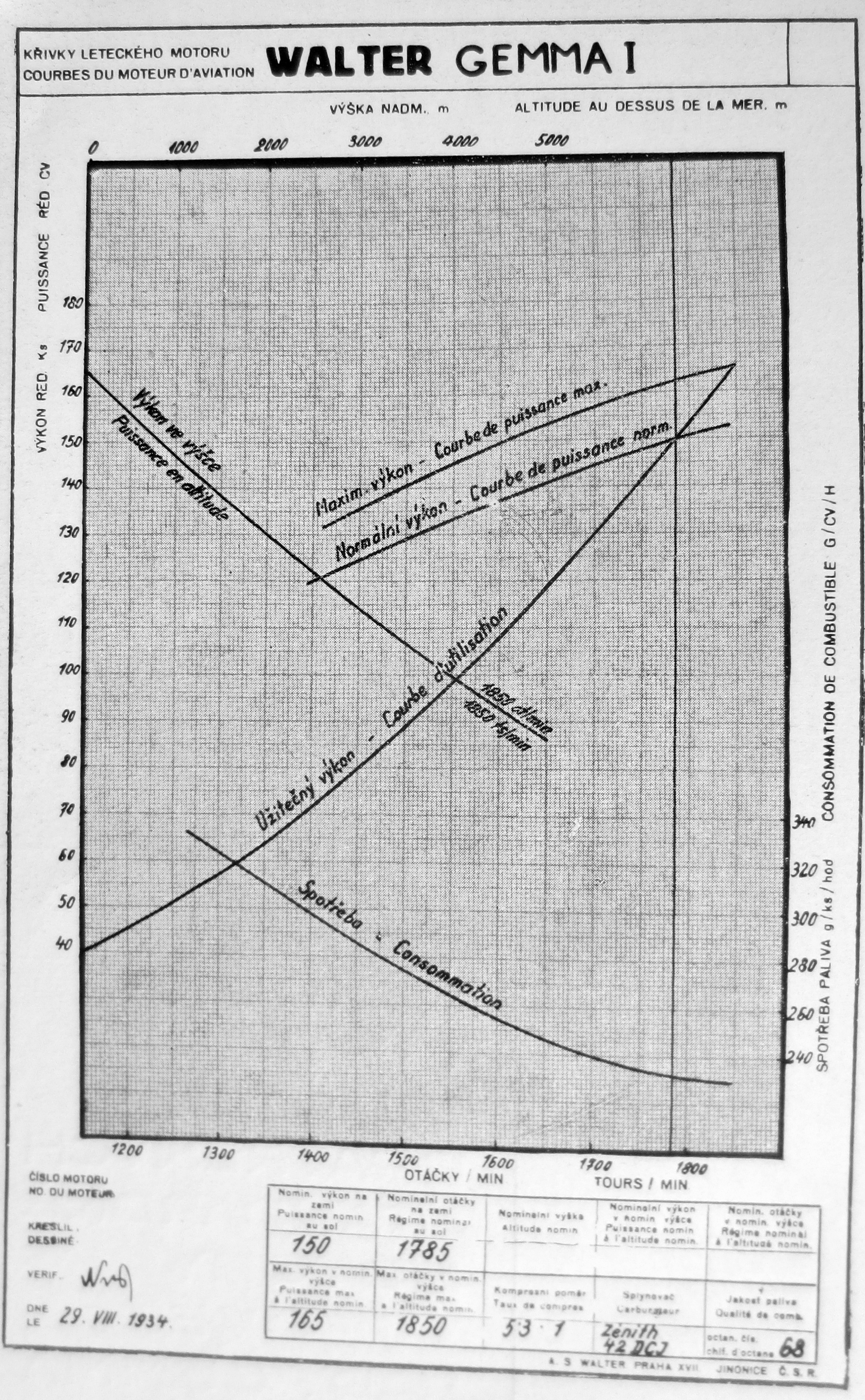
Walter Gemma I, charakteristiky (1934)

## Použití
Motor Gemma I byl zaveden jako motor pro cvičná, školní letadla v československém, jugoslávském, rumunském, bulharském, lotyšském a finském letectvu. V dopravních letadlech ho používalo Československo, Německo, Bulharsko a Rakousko. Měla ho i sportovní letadla vyráběná v Československu, Jugoslávii, Itálii, Francii, Belgii, Švédsku, Rusku, Polsku, Rakousku a v USA.
V Československu byl tento motor použit v letounu Praga BH-39 (vojenské označení Praga E-39). Jednalo se o jednomotorový školní dvouplošník konstruktérů Pavla Beneše a Miroslava Hajna. V tomto letounu byly postupně použity motory Walter NZ-120 o výkonu 88 kW/120 k, Walter Gemma o výkonu 110 kW/150 k a Walter Mars o výkonu 113 kW/155 k. Letoun byl vyráběn v továrně Českomoravská Kolben-Daněk a.s. (1931–1939, 131 ks) a také továrnou Vojenská továrna na letadla Letov (1934, 8 ks). První prototyp stroje vzlétl z továrního letiště 27. srpna 1931 a poté se podrobil letovým vojenským zkouškám ve VTLÚ. Testy se protáhly do ledna 1934 z důvodu dolaďování nedostatků v konstrukci kormidel. Roku 1932 byl vyroben druhý prototyp, na němž byly provedeny některé změny. Oba prototypy byly poháněny hvězdicovými devítiválci Walter NZ-120 o 88 kW s dvoulistou dřevěnou vrtulí. Letoun byl pro sériovou výrobu schválen až roku 1934. Prvních osm kusů sériových strojů Praga E-39N s motory Walter NZ-120 bylo vyrobeno v továrně Letov. Letov po osmi vyrobených kusech byl nucen pro nedostatek kapacity předat výrobu zpět do Pragy. Zbytek série tedy postavila Praga, ale již s motory Walter Gemma. Pozdější série s hvězdicovými devítiválcovými motory Walter Gemma neslo označení Praga E-39G a ještě později s motory Walter Mars s výkonem 113 kW Praga E-39M.
Na export do evropských států bylo odesláno 64 motorů. Nuri Demirağ Nu D.36 byl turecký dvousedadlový cvičný dvouplošník s motorem Walter Gemma I z třicátých let používaný tureckou armádou a stavěný v letecké továrně Nuri Demirağ v Istanbulu. Měl dva otevřené kokpity v tandemovém uspořádání pro instruktora a žáka. ASJA L1 Viking bylo „obojživelné“, čtyřmístné lehké letadlo s motorem Walter Gemma I postavené ve Švédsku na počátku třicátých let. Jednalo se o hornoplošník s vysoko položeným křídlem, vyráběný společností AB Svenska Järnvägsverkstädernas Aeroplanavdelning. Byl k dispozici buď s kolovým nebo s plovákovým podvozkem. Ve švédském letectví se v té době mimo motorů Gemma aktivně používaly i Walter Mars a Walter Castor  Hopfner HS-10/32 byl dopravním letadlem postaveným v Rakousku počátkem třicátých let. Jednalo se o konvenční hornoplošník, vzpěrami vyztužený kabinový monoplán, odvozený od Hopfnerovy řady lehkých letounů typu parasol. Modernizovaná verze HS-10/33 byla zakoupena rakouskými vzdušnými silami a stroj byl používán jako spojovací, kurýrní stroj.
Motory Walter Gemma I byly zkoušeny i na dalších letadlech např. Letov Š-32 (Walter Mars), Letov Š-218 (Walter NZ-120), Caproni Ca.97 (Walter Mars), Caproni Ca.100 (Walter NZ-85), Zmaj Fizir FN (Walter Mars), Savoia-Marchetti S.56 (Walter Venus), Focke-Wulf A 33 Sperber (Walter Mars), ale tam svůj „vnitrofiremní“ souboj prohrály.

## Použití v letadlech
- Praga E-39 (s motorem Walter Gemma to byl typ Praga E-39G, resp. BH-39G)
- Nuri Demirağ Nu D.36 (Nuri Demirağ Aircraft Works, Turecko)
- ASJA L1 Viking (AB Svenska Järnvägsverkstädernas Aeroplanavdelning, Švédsko)
- Hopfner HS-10/32 (Flugzeugbau Hopfner GmbH, Rakousko)

## Specifikace

### Technické údaje
Data dle
- Typ: čtyřdobý zážehový vzduchem chlazený hvězdicový letecký devítiválec
- Počet válců: 9
- Vrtání válce: 105 mm
- Zdvih pístu: 120 mm
- Celková plocha pístů: 779 cm²
- Zdvihový objem motoru: 9 351 cm³
- Kompresní poměr: 5,3:1
- Celkový průměr: 1040 mm
- Délka: 830 mm
- Hmotnost suchého motoru: 163 kg

### Součásti
- Ventilový rozvod: jeden sací a jeden výfukový ventil na válec, rozvod OHV
- Příprava palivové směsi: karburátor Zénith 42 DCJ
- Požadavek na paliva: min. 68oktanový letecký benzín
- Spotřeba: 240–250 g·h−1·k−1 / 326–340 g·h−1·kW−1
- Mazání: tlakové oběžné, se suchou klikovou skříní
- Spotřeba oleje: 6–10 g·h−1·k−1 / 8,2–13,6 g·h−1·kW−1
- Chladicí soustava: chlazení vzduchem
- Pohon: dvoulistá dřevěná vrtule

### Výkony
- Nominální, jmenovitý výkon: 150 k (110,3 kW) při 1785 ot/min
- Maximální (vzletový) výkon: 165 k (121,3 kW) při 1850 ot/min
- Poměr nom. výkon/objem: 16,0 k/l (11,8 kW/l)
- Poměr max. výkonu k hmotnosti (specifická hmotnost): 1,01 k/kg (0,74 kW/kg)

## Galerie

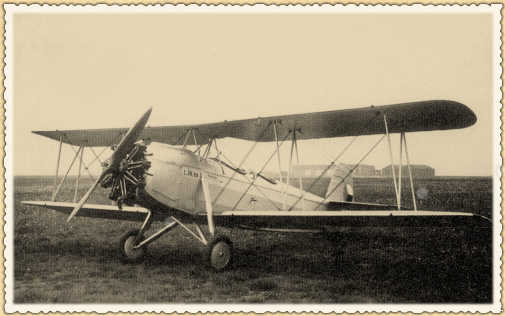
Praga E-39
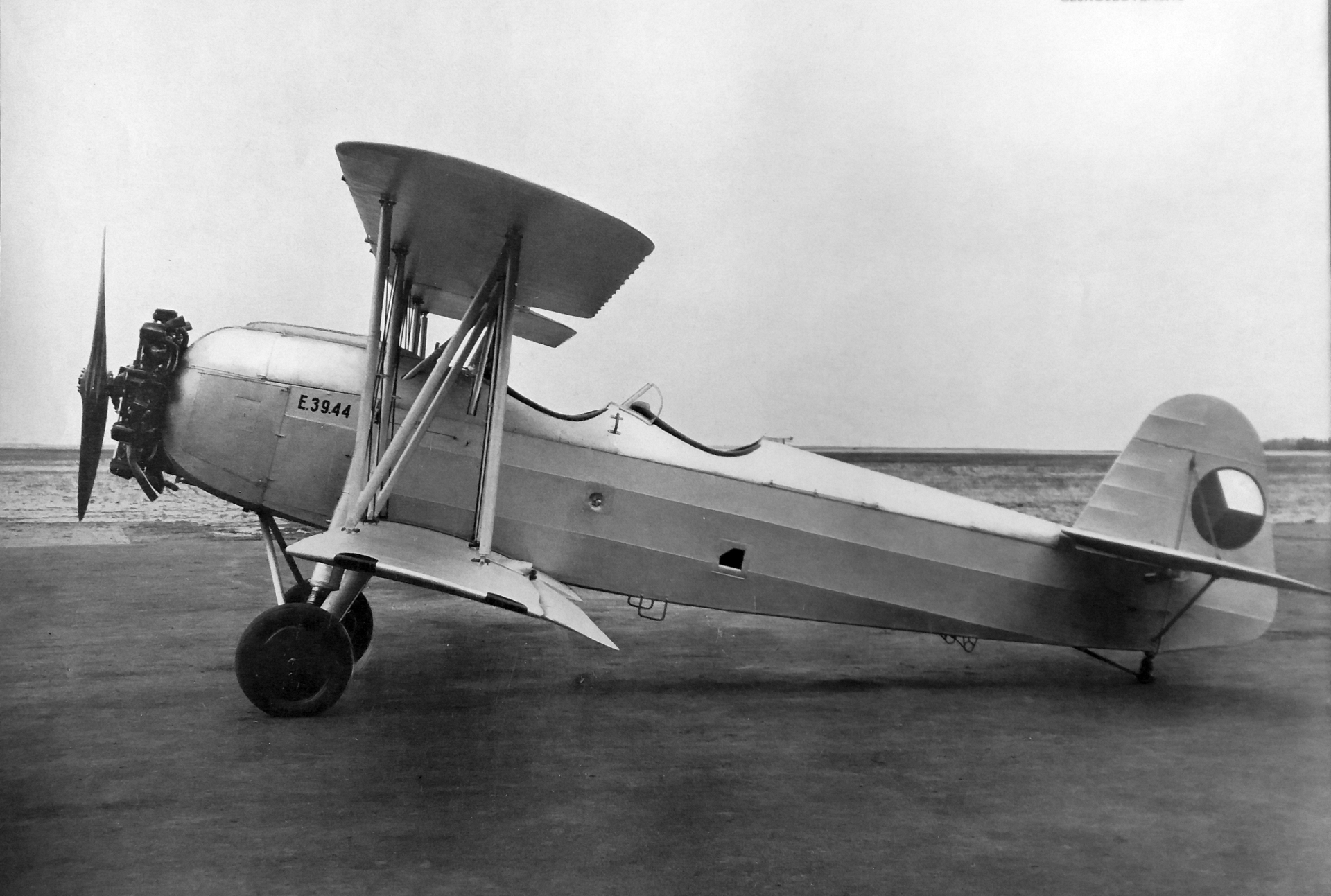
Walter Gemma a Praga E-39.44
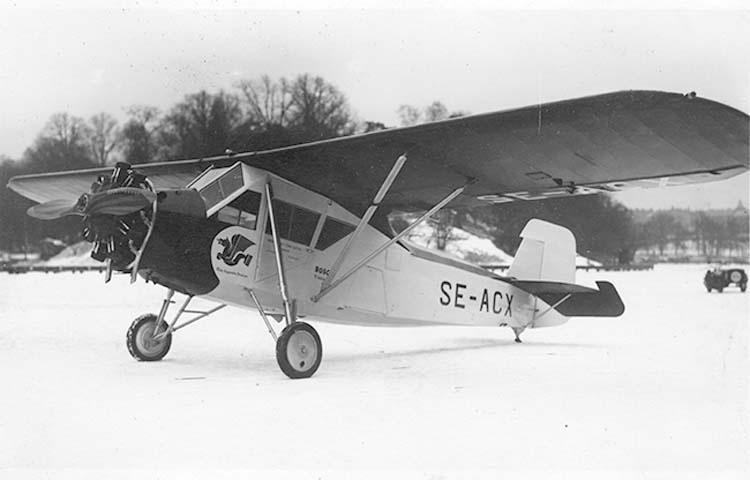
Walter Gemma a ASJA L1 Viking (SE-ACX, 1933)
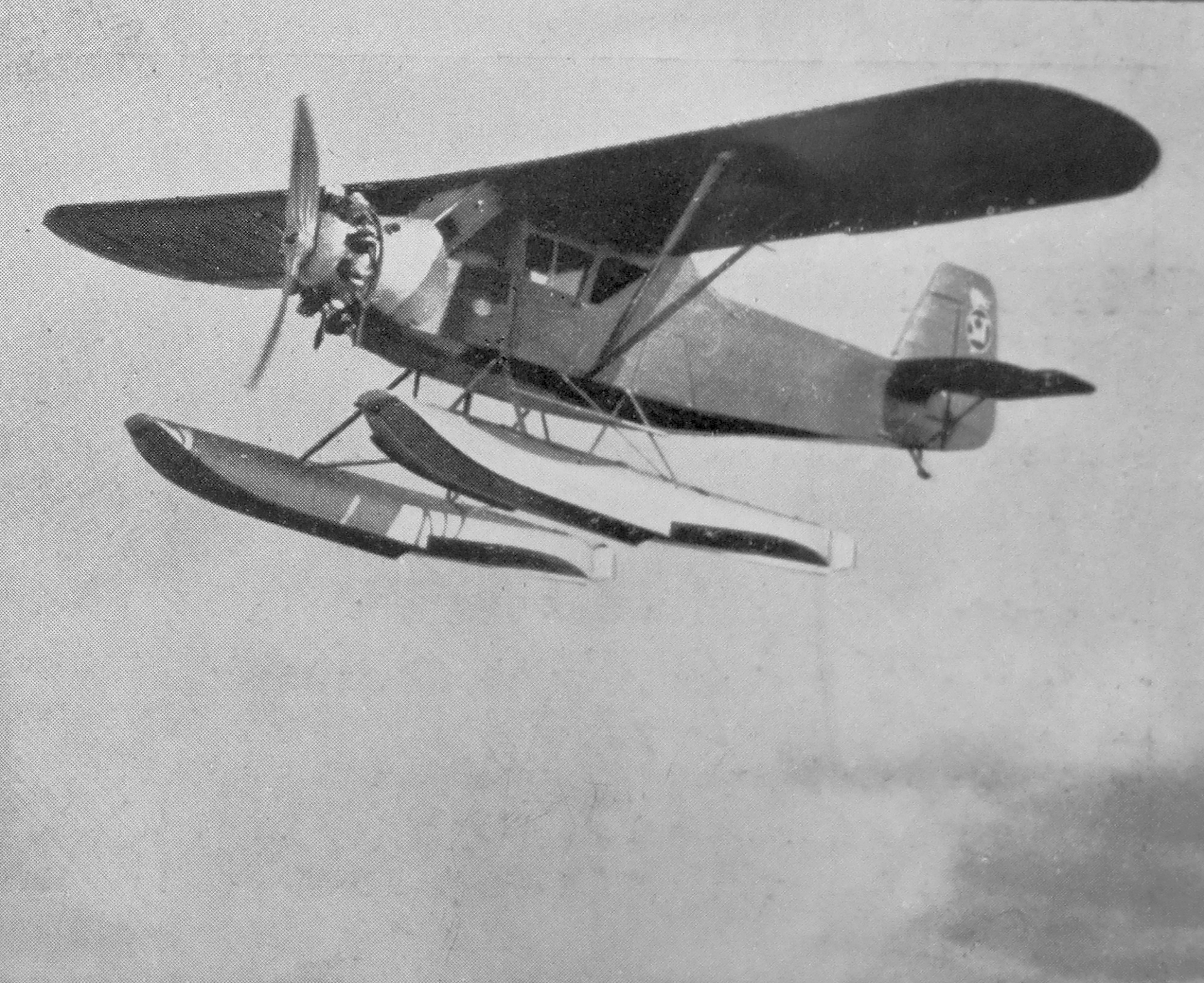
ASJA L1 Viking, plováková verze
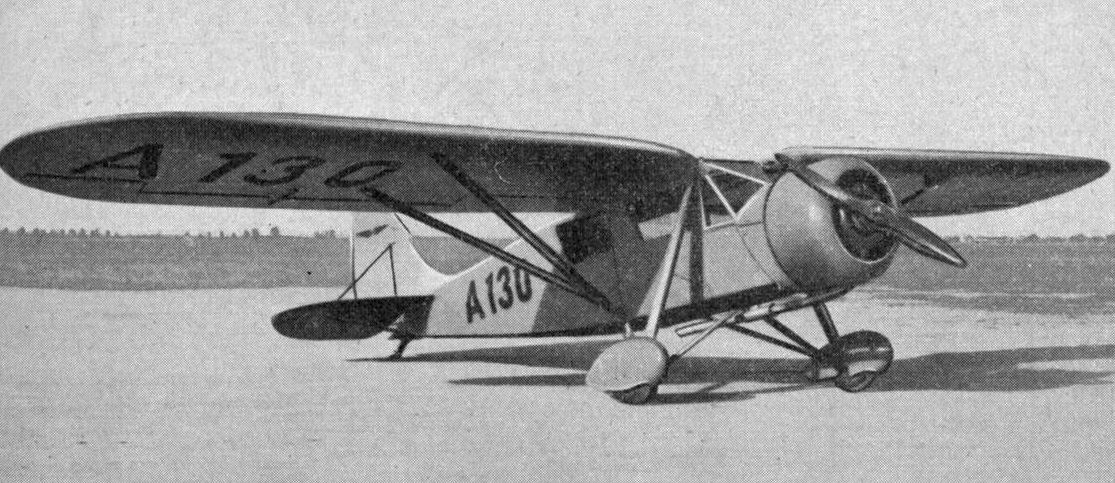
Walter Gemma a Hopfner HS-10/33 (A 130, 1931)
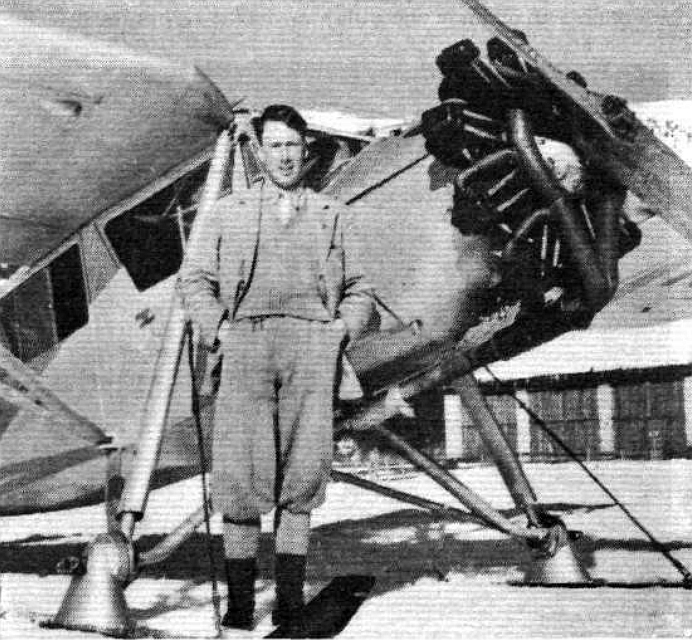
Hubert Kleinhaus (Hopfner HS-10/33 s motorem Walter Gemma)